# Jamaica i olympiska vinterspelen 2018
Jamaica deltog i de olympiska vinterspelen 2018 i Pyeongchang, Sydkorea, med en trupp på 3 atleter (1 man, 2 kvinnor) fördelat på 2 sporter.
Vid invigningsceremonin bars Jamaicas flagga av bobåkaren Audra Segree.